# Выбор критиков (кинопремия, 2002)
7-я церемония премии «Выбор критиков» состоялась 11 января 2002 года.

## Победители и номинанты
| Лучший фильм                      | 1. Игры разума 2. Али 3. В спальне 4. Властелин колец: Братство кольца 5. Корабельные новости 6. Малхолланд Драйв 7. Мементо 8. Мулен Руж 9. Человек, которого не было 10. Шрэк           |

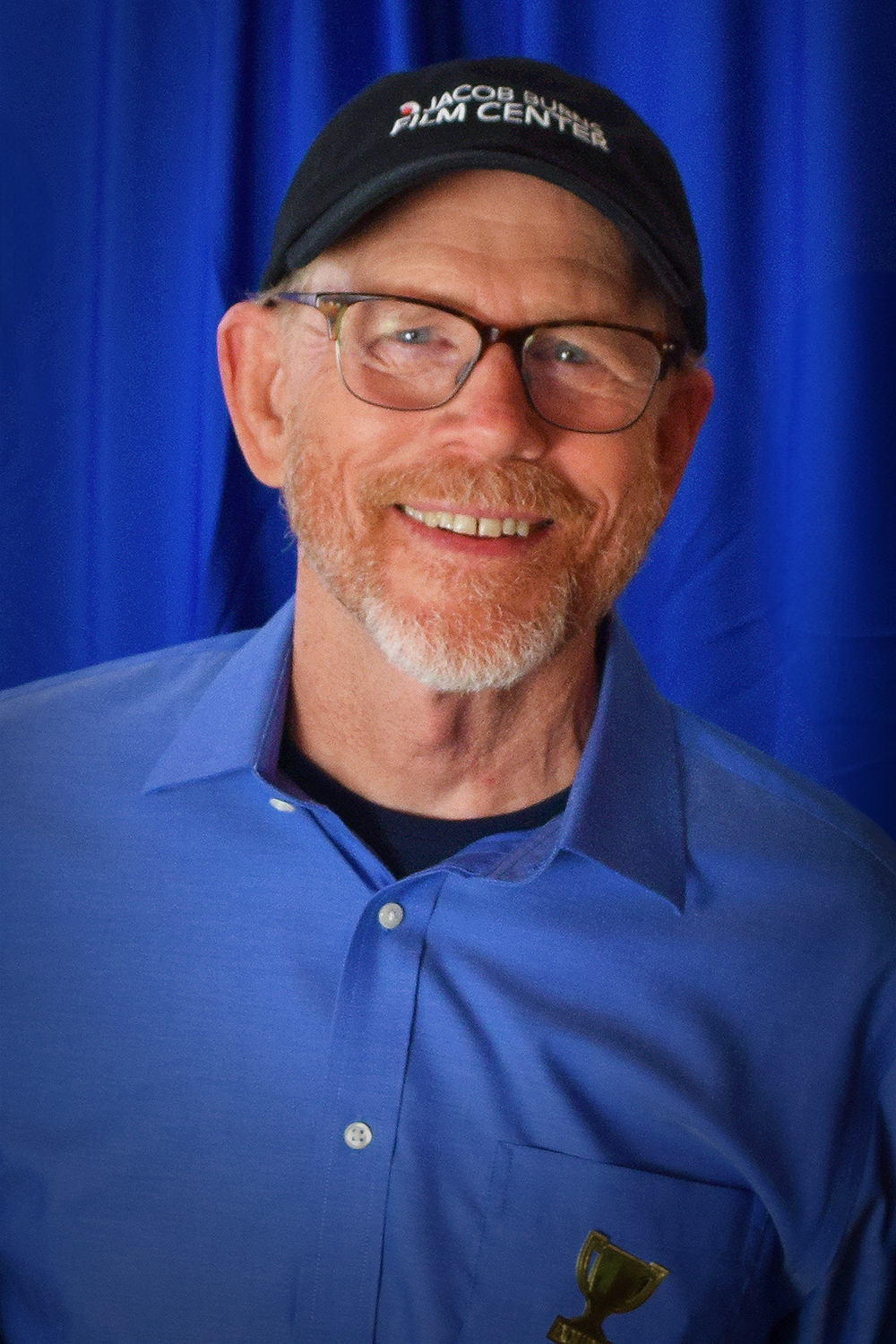
Рон Ховард, Лучший режиссёр

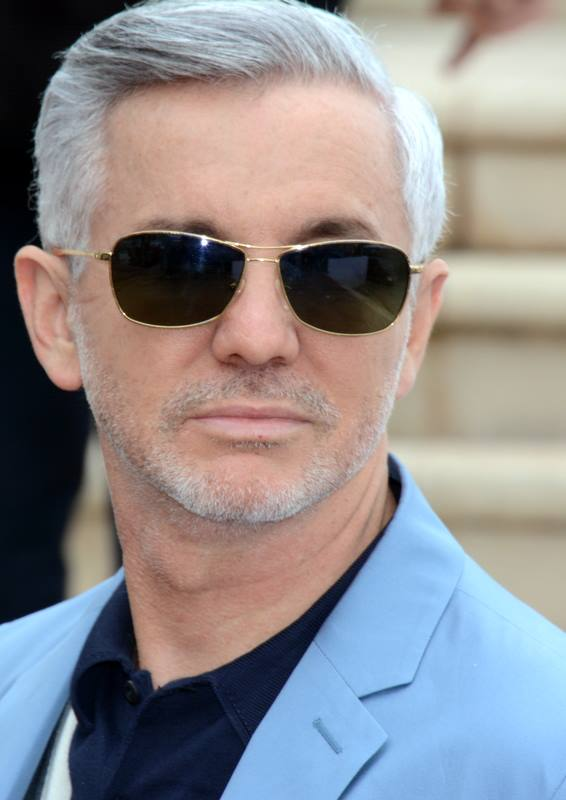
Баз Лурман, Лучший режиссёр

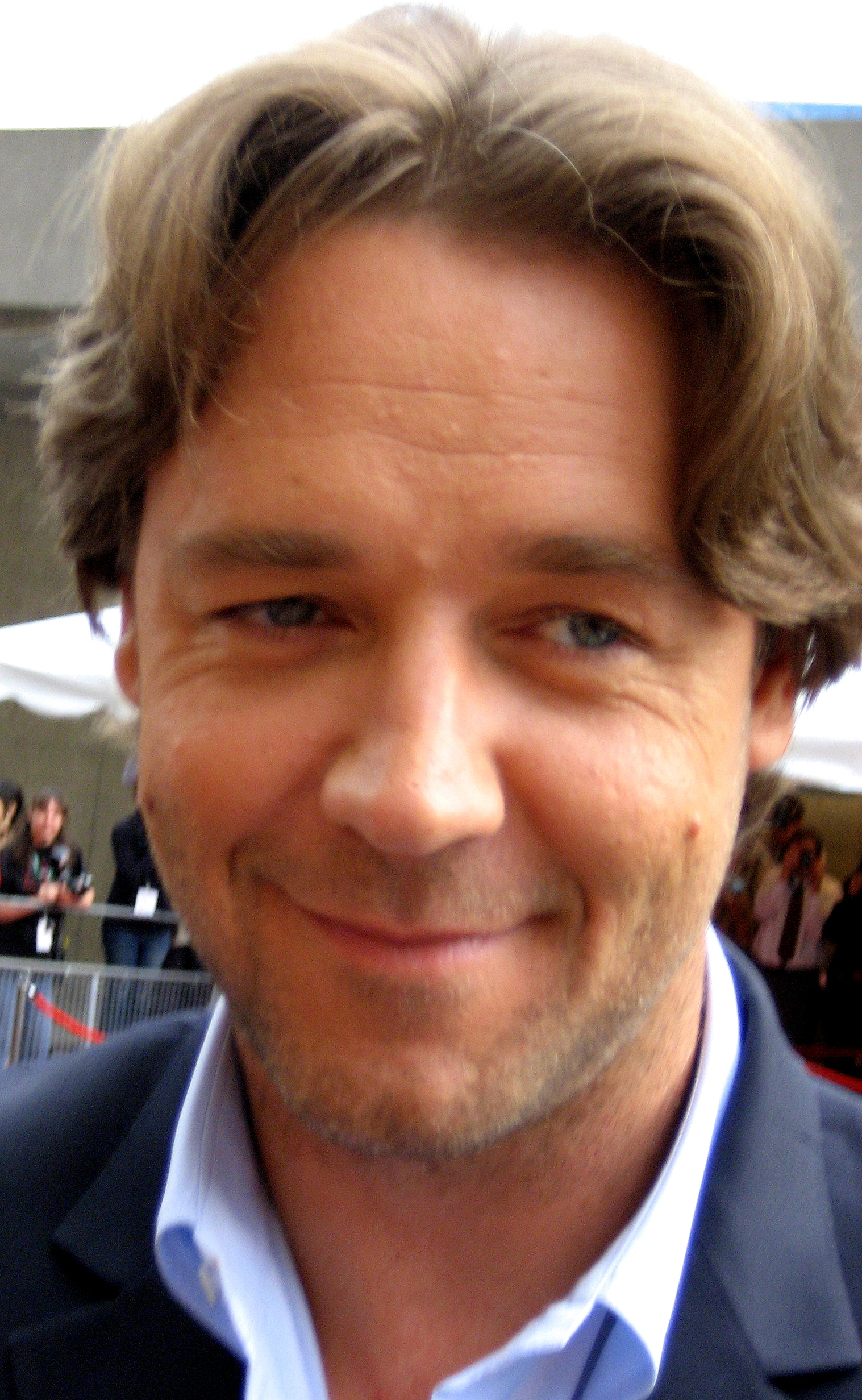
Рассел Кроу, Лучшая мужская роль

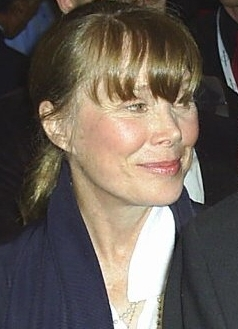
Сисси Спейсек, Лучшая женская роль

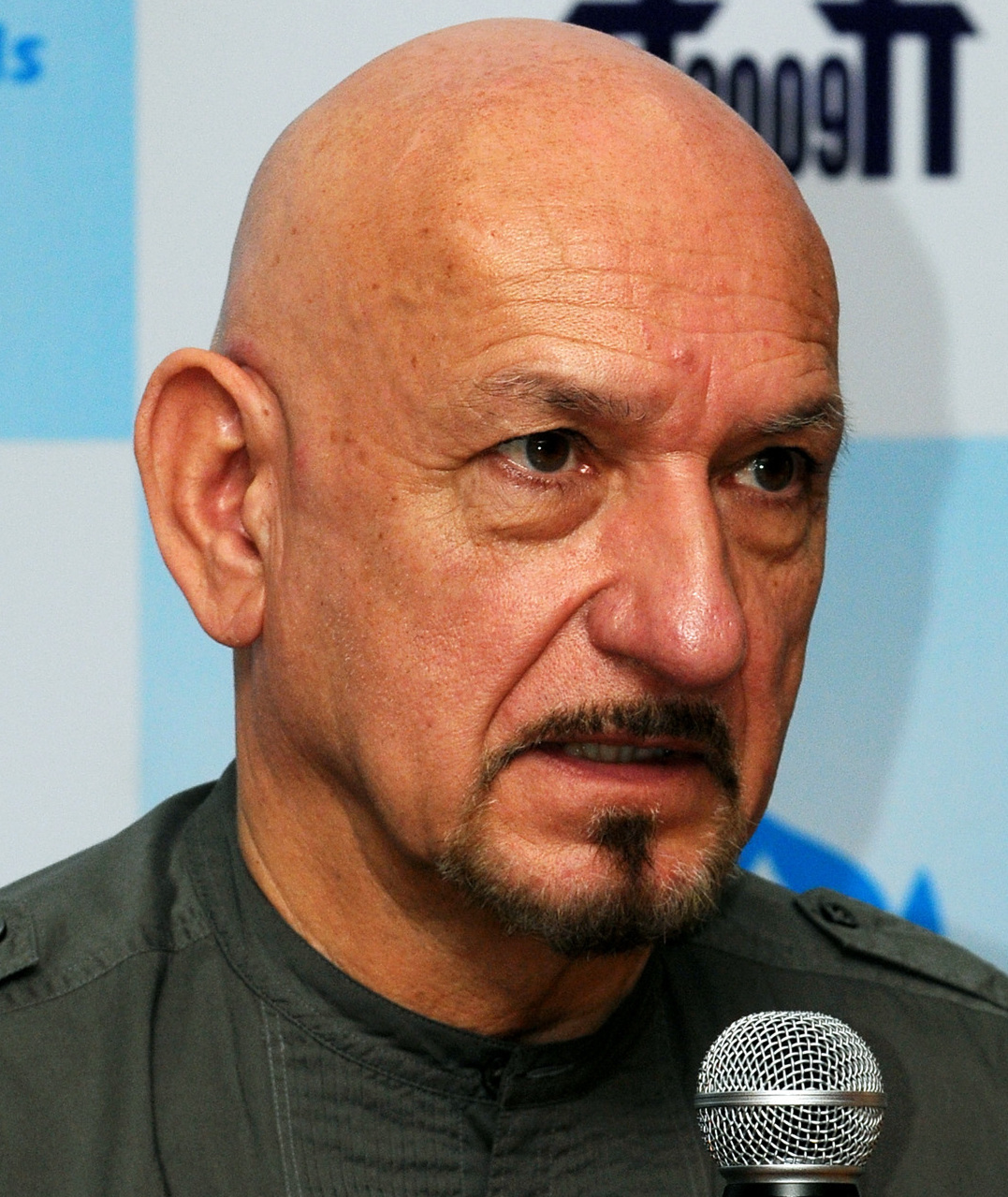
Бен Кингсли, Лучшая мужская роль второго плана

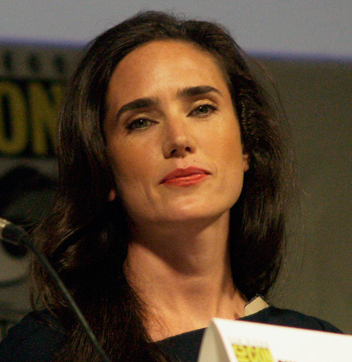
Дженнифер Коннели, Лучшая женская роль второго плана

| Лучший режиссёр                   | 1. Рон Ховард — «Игры разума» и Баз Лурман «Мулен Руж» 2. Питер Джексон — «Властелин колец: Братство кольца»                                                                              |
| Лучшая мужская роль               | 1. Рассел Кроу — «Игры разума» 2. Шон Пенн — «Я – Сэм» 3. Уилл Смит — «Али» |
| Лучшая женская роль               | 1. Сисси Спейсек — «В спальне» 2. Рене Зеллвегер — «Дневник Бриджит Джонс» 3. Николь Кидман — «Мулен Руж»                                                                                 |
| Лучшая мужская роль второго плана | 1. Бен Кингсли — «Сексуальная тварь» 2. Джим Бродбент — «Айрис» 3. Джон Войт — «Али» |
| Лучшая женская роль второго плана | 1. Дженнифер Коннели — «Игры разума» 2. Кэмерон Диас — «Ванильное небо» 3. Мариса Томей — «В спальне»                                                                                     |
| Лучший молодой артист             | 1. Дакота Фаннинг — «Я – Сэм» 2. Хейли Джоэл Осмент — «Искусственный разум» 3. Дэниэл Рэдклифф — «Гарри Поттер и философский камень»                                                      |
| Лучший актёрский ансамбль         | 1. Госфорд-парк 2. Одиннадцать друзей Оушена 3. Семейка Тененбаум |
| Лучший сценарий                   | 1. Кристофер Нолан — «Моменте» 2. Акива Голдсман — «Игры разума» 3. Джоэл и Итан Коэны — «Человек, которого не было»                                                                      |
| Лучший анимационный фильм         | 1. Шрек 2. Корпорация монстров 3. Пробуждение жизни |
| Лучший семейный фильм             | 1. Гарри Поттер и философский камень 2. Дети шпионов 3. Как стать принцессой |
| Лучший фильм на иностранном языке | 1. Амели (Le Fabuleux destin d'Amélie Poulain) - Франция 2. Любовное настроение (Faa yeung nin wa) - Гонконг 3. Ничья земля (Ničija zemlja) - Босния и Герцеговина                        |
| Лучшая песня к фильму             | 1. May It Be — «Властелин колец: Братство кольца» и Vanilla Sky — «Ванильное небо» 2. There You'll Be — «Перл-Харбор» 3. Untill... — «Кейт и Лео»                                         |
| Лучшая музыка к фильму            | 1. Говард Шор — «Властелин колец: Братство кольца» 2. Джон Уильямс — «Гарри Поттер и философский камень» 3. Джон Уильямс — «Искусственный разум» 4. Кристофер Янг — «Корабельные новости» |
| Лучший ТВ-проект                  | 1. Жизнь с Джуди Гарлэнд 2. Братья по оружию 3. Туманы Авалона |

## Список лауреатов и номинаций
| Количество | Фильм                             |
| ---------- | --------------------------------- |
| 5          | Игры разума                       |
| 4          | Властелин колец: Братство кольца  |
| 3          | Али                               |
| 3          | В спальне                         |
| 3          | Гарри Поттер и философский камень |
| 3          | Мулен Руж                         |
| 2          | Ванильное небо                    |
| 2          | Жизнь с Джуди Гарлэнд             |
| 2          | Искусственный разум               |
| 2          | Корабельные новости               |
| 2          | Мементо                           |
| 2          | Человек, которого не было         |
| 2          | Шрэк                              |
| 2          | Я – Сэм                           |

| Количество | Фильм                            |
| ---------- | -------------------------------- |
| 4          | Игры разума                      |
| 2          | Властелин колец: Братство кольца |